# Finale Copa del Rey 1998
De finale van de Copa del Rey van het seizoen 1997/98 werd gehouden op 29 april 1998 in het Estadio Mestalla in Valencia. Titelverdediger FC Barcelona nam het op tegen RCD Mallorca. Na verlengingen raakten beide teams niet verder dan 1-1. In de daaropvolgende strafschoppenreeks trok Barcelona aan het langste eind. Er moesten in totaal 16 penalty's genomen worden.
Barcelona werd gecoacht door Louis van Gaal, die met Ruud Hesp, Michael Reiziger en Winston Bogarde drie Nederlanders aan de aftrap liet verschijnen. Reiziger trapte de laatste strafschop voor Barcelona binnen, waarna Hesp de beslissende strafschop van Mallorca tegenhield.

## Wedstrijd
|                         |                                                          |              |                                                        |                                                                                        |
| 29 april 1998 21:00 MET | FC Barcelona                                             | 1 – 1 (n.v.) | RCD Mallorca                                           | Estadio Mestalla, Valencia Toeschouwers: 54.000 Scheidsrechter: Daudén Ibáñez (Spanje) |
| 29 april 1998 21:00 MET | Rivaldo 66'                                              |              | 6' Stanković                                           | Estadio Mestalla, Valencia Toeschouwers: 54.000 Scheidsrechter: Daudén Ibáñez (Spanje) |
| 29 april 1998 21:00 MET | Strafschoppen                                            |              |                                                        | Estadio Mestalla, Valencia Toeschouwers: 54.000 Scheidsrechter: Daudén Ibáñez (Spanje) |
| 29 april 1998 21:00 MET | Rivaldo Giovanni Celades Pizzi Roger Figo Óscar Reiziger | 5 – 4        | Rocha Soler Campo Olaizola Roa Stanković Amato Eskurza | Estadio Mestalla, Valencia Toeschouwers: 54.000 Scheidsrechter: Daudén Ibáñez (Spanje) |

| Barcelona | Mallorca |

| FC Barcelona:  |    |                    |         |
|                |    |                    |         |
| GK             | 13 | Ruud Hesp          |         |
| RB             | 22 | Michael Reiziger   |         |
| CB             | 2  | Albert Ferrer      | 50'     |
| CB             | 20 | Miguel Ángel Nadal | 77'     |
| LB             | 17 | Winston Bogarde    |         |
| DM             | 26 | Albert Celades     |         |
| AM             | 10 | Giovanni           |         |
| AM             | 21 | Luis Enrique       | 106'    |
| RW             | 7  | Luís Figo          | 111'    |
| CF             | 9  | Sonny Anderson     | 76'     |
| LW             | 11 | Rivaldo            | 2'      |
| Wisselspelers: |    |                    |         |
| MF             | 6  | Óscar              | 106'    |
| FW             | 19 | Juan Antonio Pizzi | 76'     |
| DF             | 27 | Roger              | 60' 62' |
| Coach:         |    |                    |         |
| Louis van Gaal |    |                    |         |

| RCD Mallorca:  |    |                    |          |
|                |    |                    |          |
| GK             | 17 | Carlos Roa         |          |
| RB             | 14 | Javier Olaizola    |          |
| CB             | 5  | Marcelino          | 1'       |
| CB             | 12 | Iván Campo         | 84'      |
| LB             | 21 | Romero             | 84' 93'  |
| RM             | 2  | Óscar Alcides Mena |          |
| CM             | 23 | Engonga            | 46' 69'  |
| CM             | 19 | Valerón            | 76' 91'  |
| LM             | 11 | Jovan Stanković    |          |
| CF             | 10 | Ezquerro           | 71'      |
| CF             | 9  | Gabriel Amato      |          |
| Wisselspelers: |    |                    |          |
| DF             | 2  | Iván Rocha         | 91'      |
| MF             | 15 | Paco Soler         | 71'      |
| MF             | 18 | Xabier Eskurza     | 69' 117' |
| Coach:         |    |                    |          |
| Héctor Cúper   |    |                    |          |